# Кристијан Карамбе
Кристијан Карамбе (фр. Christian Karembeu, IPA: ; Лифу, 3. децембар 1970) бивши је француски фудбалер и национални репрезентативац.

## Каријера

### Клупска каријера
Током клупске каријере, Карамбе је био француски првак са Нантом (1995) док је са мадридским Реалом освојио две Лиге шампиона (1998. и 2000). Након једне сезоне у Мидлсброу, играч одлази у пирејски Олимпијакос са којим осваја два узастопне титуле грчког првака (2002. и 2003). 
Карамбе је професионалну каријеру завршио 2005. године у корзиканској Бастији. 

### Репрезентативна каријера
Карамбе је био француски репрезентативац у периоду од 1992. до 2002. године. У том периоду, играч је са репрезентацијом освојио наслов светског (Француска 1998) и европског (Белгија / Холандија 2000) првака, те Куп конфедерација (Јапан / Јужна Кореја 2001).
Играч је за Триколоре дебитовао 14. новембра 1992. у утакмици против Финске. Био је члан екипе која је 1998. године освојила светски наслов док је на ЕУРО-у 2000. одиграо само једну утакмицу. 
Због успеха оствареног 1998. Карамбе је заједно са репрезентативцима и селектором Жакеом одликован редом витеза француске Легије части.